# 魏聖坤
魏聖坤（：／ Wi Seong-gon，1968年1月20日—），大韓民國自由派政治人物，第20到21屆國會議員。